# Державний кордон Італії

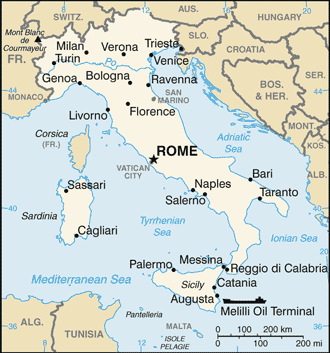
Карта Італії

Державний кордон Італії — державний кордон, лінія на поверхні Землі та вертикальна поверхня, що проходить по цій лінії, що визначають межі державного суверенітету Італії над власними територією, водами, природними ресурсами в них і повітряним простором над ними.

## Сухопутний кордон
Загальна довжина кордону — 1836,4 км. Італія межує з 6 державами. На території Італії знаходяться дві країни-анклави — Сан-Марино і Ватикан (у Римі). Ексклавів території країни не існує.
Ділянки державного кордону
| Держава    | Ділянка         | Довжина (км) | Прикордонні регіони | Примітки |
| ---------- | --------------- | ------------ | ------------------- | -------- |
| Австрія    | північ          | 404          |                     |          |
| Франція    | північний захід | 476          |                     |          |
| Ватикан    | анклав          | 3,4          |                     |          |
| Сан-Марино | анклав          | 37           |                     |          |
| Словенія   | північний схід  | 218          |                     |          |
| Швейцарія  | північ          | 698          |                     |          |

## Морські кордони
Італія з усіх сторін, окрім півночі, омивається водами Середземного моря Атлантичного океану, на північному заході Лігурійським, на заході Тирренським, на південному сході — Іонічним, на сході — Адріатичним морями. Загальна довжина морського узбережжя 7600 км. Морські кордони в 4 рази довші за сухопутні. Навіть глибинні райони країни віддалені від узбережжя не більше ніж на 200—300 км. Згідно з Конвенцією Організації Об'єднаних Націй з морського права (UNCLOS) 1982 року, протяжність територіальних вод країни встановлено в 12 морських миль (22,2 км). Виключна економічна зона встановлена на відстань 30 морських миль (55,6 км) від узбережжя. Континентальний шельф — до глибин 200 м.